# マロン酸セミアルデヒドデヒドロゲナーゼ
マロン酸セミアルデヒドデヒドロゲナーゼ（Malonate-semialdehyde dehydrogenase）は、β-アラニン代謝酵素の一つで、次の化学反応を触媒する酸化還元酵素である。
3-オキソプロパン酸 + NAD(P)+ + H2O {\displaystyle \rightleftharpoons } マロン酸 + NAD(P)H + 2 H+
反応式の通り、この酵素の基質は3-オキソプロパン酸とNAD(P)+と水、生成物はマロン酸とNAD(P)HとH+である。
組織名は3-oxopropanoate:NAD(P)+ oxidoreductaseである。